# Добровольский, Лев Михайлович
Лев Миха́йлович Доброво́льский (21 сентября [4 октября] 1900, Санкт-Петербург — 24 апреля 1963, Ленинград) — советский библиограф, историк цензуры.

## Биография
Родился в семье священника. В 1918 году окончил Петроградскую первую мужскую гимназию. С 1920 по 1922 год учился на педагогическом факультете Института внешкольного образования. Не окончив института, поступил на факультет общественных наук Петроградского университета, который окончил в 1924 году по кафедре архивоведения. В том же году стал практикантом в Институте книговедения.
С марта 1925 года по апрель 1933 года штатный сотрудник НИИ книговедения при Государственной публичной библиотеке, занимал должности библиографа, научного сотрудника первого разряда, старшего научного сотрудника. В 1927—1928 гг. преподавал библиографию в Государственном техникуме печати.
В мае 1933 года стал научным сотрудником рукописного отдела Института русской литературы АН СССР. Во время Великой Отечественной войны руководил эвакуацией бумаг Пушкина, Лермонтова, Гоголя и Некрасова из архива ИРЛИ в Новосибирск.
В 1945 году защитил диссертацию на соискание ученой степени кандидата филологических наук на тему «Русская запрещенная книга, 1855—1905 гг.» Указатель «Запрещенная книга в России 1825—1904 гг.: Архивно-библиографические разыскания» (1962), подготовленный на основе диссертационной работы, стал важным инструментом в работе книговедов и историков цензуры.
В. П. Адрианова-Перетц так оценивала работу Л. М. Добровольского в ИРЛИ: «Если источниковедение и библиография имеют в нашем институте прочные научные традиции, то в этом Ваша огромная заслуга, которую ценят все независимо от того, в какой области литературоведения идет их собственная работа».

## Премии и награды
- Орден «Знак Почета»
- Орден Трудового Красного Знамени
- Медаль «За доблестный труд в Великой Отечественной войне 1941—1945 гг.»

## Основные работы

### Библиографические обзоры и указатели
Добровольский Л. М. М. Ю. Лермонтов (1814—1841): к 125-летию со дня рождения. Указатель литературы. — Л.: Ленинградская городская библиотека Гороно, 1939. — 24 с. 

Добровольский Л. М. Библиография пушкинской библиографии: 1846—1950. — М., Л.: Издательство Академии наук СССР, 1951. — 68 с.

Добровольский Л. М. Библиография литературы о Н. А. Некрасове. 1917—1952. — М., Л.: Издательство Академии наук СССР, 1953. — 208 с.

Добровольский Л. М. Библиография литературы о М. Е. Салтыкове-Щедрине. 1848—1917. — М., Л.: Издательство Академии наук СССР, 1961. — 431 с. 

Добровольский Л. М. Запрещенная книга в России. 1825—1904: архивно-библиографические разыскания. — М.: Издательство Всесоюзной книжной палаты , 1962. — 253 с. 

### Методические пособия
Добровольский Л. М. Инструкция по библиографическому описанию запрещенных книг // Книга о книге. Т. 3. — Л.: НИИ Книговедения при Государственной публичной библиотеке, 1932.

### Статьи
Добровольский Л. М. Запрещенные и уничтоженные книги В. В. Берви-Флеровского // Литературное наследство. — 1933. — Т. 7/8.

Добровольский Л. М. К истории цензурной политики русского правительства во второй половине XIX века // Ученые записки Ленинградского государственного педагогического института. — 1948. — Т. 67.